# ウィンストン・スミス (1984年)
ウィンストン・スミス（英語: Winston Smith）は、ジョージ・オーウェルの小説『1984年』に登場するキャラクター。同作品内で主人公的な立ち位置にある。名は、ウィンストン・チャーチルと一般的な姓のスミスに由来するとされる。

## 概要
作品内では真理省記録局に勤務しており、党路線に沿うように歴史文書を改竄することを職務としていた。改竄に身近なウィンストンは、党とその体制に不満を抱いていた。作中、ウィンストンがテレスクリーンに名前を呼ばれる際は、「6079号、スミス・W」と呼ばれる。
ウィンストンは、同じ党外郭のメンバーで、党の体制に不満を抱いているジュリアという女性に出会う。二人は恋人同士になって、すぐに党中枢のメンバーであるオブライエンと連絡を取る。ウィンストンは彼が「ブラザー同盟」のメンバーであり同士であったと信じていたため接触を試み、最終的には党、並びに国家の主要な敵であるエマニュエル・ゴールドスタインの著書を渡される。
だがしかし、オブライエンは実際には思想警察の一員であり、捕らえられた時点でウィンストンのことを7年間見守ってきたと語っている。ウィンストンとジュリアはすぐさま捕らえらるが、それでもなお反抗的態度を崩さず、オブライエンの手による拷問に数か月耐えた。最終的に「101号室」に連れていかれ、彼が最も苦手とするネズミにゆっくりと体を食べられるという恐怖に耐えかね、精神が崩壊した。このまま抵抗を続ければこの恐怖が現実になるということに怯え、党への忠誠を誓った。小説の終わりまでに、ウィンストンはビッグ・ブラザーを愛する従順な党員となっている。
最終的な運命については小説中では明かされていない。ビッグ・ブラザーを愛するにつれ、公開裁判・処刑を望んでいるが、最終的には栗の木カフェでビッグ・ブラザーの肖像画を見上げ、崇拝する場面で終わっている。

## 人物
年齢については、冒頭時点で39歳であると明かされているのみで、それ以降の年齢についてはわかっていない。ほかの主要キャラクター同様、喫煙や飲酒を嗜む。妻にキャサリンがいるが、疎遠である。足裏に静脈性潰瘍を患っており、それにまつわる文章が作中でところどころに登場する。また、作中ではロンドンっ子であるように描かれている。